# Cải cách kinh tế Trung Quốc
Cải cách kinh tế Trung Quốc (tiếng Trung: 改革开放; bính âm: Găigé kāifàng; Hán-Việt: Cải cách khai phóng; chi tiết theo từng chữ: cải cách và mở cửa; được nói ở phương Tây là Mở cửa Trung Quốc) nói tới những chương trình cải cách kinh tế được đặt tên là "Chủ nghĩa xã hội mang màu sắc Trung Quốc" và "kinh tế thị trường xã hội chủ nghĩa" ở Cộng hòa nhân dân Trung Quốc chương trình mà những nhà cải cách trong Đảng cộng sản Trung Quốc – được lãnh đạo bởi Đặng Tiểu Bình – đã bắt đầu vào 18 tháng 12 năm 1978.
Trước cải cách, nền kinh tế Trung Quốc bị chi phối bởi sở hữu nhà nước và kế hoạch hóa tập trung. Từ năm 1950 tới 1973, GDP thực tế bình quân đầu người của Trung Quốc tăng trung bình 2,9% mỗi năm; mặc dù sự thay đổi thất thường bắt nguồn từ Đại nhảy vọt và Cách mạng văn hóa. Mức này gần với mức trung bình của những quốc gia châu Á trong thời kì này, so với những quốc gia tư bản như Nhật Bản, Nam Triều Tiên và của Đài Loan thì tỉ lệ tăng của Trung Quốc thấp hơn nhiều. Bắt đầu năm 1970, nền kinh tế đã bước vào một giai đoạn trì trệ, và sau cái chết của Mao Trạch Đông, lãnh đạo Đảng cộng sản hướng vào cải cách theo định hướng thị trường để cứu sự sụp đổ của nền kinh tế.
Những người cầm quyền Đảng cộng sản đã thực hiện những cải cách thị trường trong hai giai đoạn. Giai đoạn đầu tiên, khoảng cuối những năm thập kỷ 70 và đầu những năm thập kỷ 80, bao gồm phi tập thể hóa nông nghiệp, mở của đất nước để đón nhận đầu tư nước ngoài, và cho phép doanh nhân bắt đầu công việc kinh doanh. Tuy niên hầu hết nền công nghiệp vẫn thuộc sở hữu nhà nước. Giai đoạn hai của cải cách, khoảng cuối những năm thập kỉ 80 và đầu thập kỉ 90, bao gồm tư nhân hóa và rút vốn khỏi nhiều ngành công nghiệp thuộc sở hữu nhà nước và bãi bỏ những chính sách kiểm soát giá cả, chủ nghĩa bảo hộ, và các quy định, mặc dù sự độc quyền nhà nước trong nhiều lĩnh vực như ngân hàng và dầu mỏ vẫn còn. Khu vực tư nhân đã phát triển đặc biệt, chiếm 70 % tổng sản phẩm quốc nội khoảng năm 2005. Từ năm 1978 cho tới 2013, sự phát triển chưa từng thấy đã xảy ra, với nền kinh tế tăng khoảng 9,5% một năm. Chính quyền bảo thủ của Hồ Cẩm Đào đã điều chỉnh và quản lý nền kinh tế chậm chạp hơn sau năm 2005, đảo chiều một vài cải cách.

## Quá trình của cải cách

### Tình trạng hiện tại và xu hướng trong tương lai
Một số học giả cũng cho rằng mô hình Trung Quốc sau cải cách và mở cửa vẫn là một hệ thống độc tài, thiếu tự do, dẫn đến khả năng đổi mới hoặc sáng tạo xã hội thấp, do đó không thể đạt được sự phát triển bền vững độc lập. Cải cách và mở cửa đã trải qua những thay đổi thiết yếu trong thời kỳ Tập Cận Bình. Ông phản đối một phần chính sách cải cách và thoái lui nhiều cải cách của thời Đặng Tiểu Bình theo cách thức thấp kém.  Bởi vì Đảng Cộng sản Trung Quốc tái khẳng định quyền kiểm soát của họ đối với tất cả các khía cạnh của xã hội Trung Quốc, bao gồm cả nền kinh tế. Có một số quan điểm cho rằng cải cách và mở cửa của Việt Nam cuối cùng sẽ đi theo con đường tương tự.  Vào năm 2018, nhà Hán học Pei Minxin tin rằng kể từ khi bắt đầu thời kỳ cải cách vào những năm 1980, nền kinh tế Trung Quốc hiện đang kém mở nhất. Một nhà bình luận Hồng Kông coi tự do hóa dân chủ là một phần trong các mục tiêu của cuộc chiến thương mại Trung-Mỹ. Hoa Kỳ cho rằng chính phủ Trung Quốc đang cung cấp các lợi thế cạnh tranh không công bằng và phân biệt đối xử cho các doanh nghiệp nhà nước và công ty tư nhân của Trung Quốc.